# Färöische Fußballmeisterschaft 2003
Die Färöische Fußballmeisterschaft 2003 wurde in der 1. Deild genannten ersten färöischen Liga ausgetragen und war insgesamt die 61. Saison. Sie startete am 16. Mai 2003 und endete am 5. Oktober 2003.
Aufsteiger FS Vágar kehrte nach einem Jahr in die höchste Spielklasse zurück. Meister wurde Titelverteidiger HB Tórshavn, die den Titel somit zum 17. Mal erringen konnten. Absteigen musste hingegen FS Vágar nach einem Jahr Erstklassigkeit.
Im Vergleich zur Vorsaison verschlechterte sich die Torquote auf 3,14 pro Spiel, was den niedrigsten Schnitt seit 1993 bedeutete. Den höchsten Sieg erzielte KÍ Klaksvík mit einem 7:0 im Heimspiel gegen Skála ÍF am 15. Spieltag. Die torreichsten Spiele gab es mit einem 7:1 zwischen B36 Tórshavn und KÍ Klaksvík am sechsten Spieltag sowie mit einem 4:4 zwischen GÍ Gøta und EB/Streymur am 16. Spieltag.

## Modus
In der 1. Deild spielte jede Mannschaft an 18 Spieltagen jeweils zwei Mal gegen jede andere. Die punktbeste Mannschaft zu Saisonende stand als Meister dieser Liga fest, die letzte Mannschaft stieg in die 2. Deild ab, bei Punktgleichheit entschied der direkte Vergleich. Der Neuntplatzierte musste zudem noch zwei Relegationsspiele gegen den Zweitplatzierten der 2. Deild um den Verbleib in der 1. Deild austragen.

## Saisonverlauf

### Meisterschaftsentscheidung
An den ersten Spieltagen pendelte HB Tórshavn durch abwechselnde Siege und Unentschieden zwischen dem ersten und zweiten Platz. Ab dem fünften Spieltag konnte die Tabellenführung zunächst gehalten werden. Am achten Spieltag kam es zum Duell mit B36 Tórshavn, welches mit 1:2 verloren wurde, woraufhin die Führung zum Sieger wechselte. B36 holte aus den ersten drei Begegnungen lediglich einen Punkt und fand sich auf dem neunten Platz wieder. Danach folgten sieben Siege in Folge, nach der 1:3-Niederlage bei EB/Streymur am 11. Spieltag musste Platz eins jedoch wieder an HB Tórshavn abgegeben werden. Diese gaben sich keine Blöße mehr und blieben bis zum Saisonende ungeschlagen. Die Entscheidung um die Meisterschaft fiel am vorletzten Spieltag. Der Zweitplatzierte B36 Tórshavn verlor das direkte Duell gegen HB mit 0:2 und somit standen sie vorzeitig als Meister fest, da der direkte Vergleich gegen die nur drei Punkte entfernte Mannschaft von B68 Toftir für HB sprach.

### Abstiegskampf
Skála ÍF stand von Beginn an auf dem letzten Platz und verlor die ersten sieben Spiele. Der erste Sieg gelang am achten Spieltag gegen FS Vágar mit 4:1. Danach folgten erneut sieben Niederlagen in Folge. Nach der 0:7-Auswärtsniederlage gegen KÍ Klaksvík am 15. Spieltag betrug der Rückstand auf den Achtplatzierten VB Vágur uneinholbare zehn Punkte, der Relegationsplatz war fünf Punkte entfernt. Nun startete Skála eine Serie und gewann alle drei noch folgenden Spiele. Am letzten Spieltag konnte EB/Streymur mit 3:2 bezwungen werden, womit der Relegationsplatz erreicht werden konnte. In der 50. Minute lag die Mannschaft durch ein Eigentor mit 1:2 zurück, ehe durch Treffer in der 64. und 73. Minute das Blatt noch gewendet werden konnte.
FS Vágar wies nach den ersten sechs Spielen eine Bilanz von zwei Siegen, einem Unentschieden und drei Niederlagen auf, was in der Tabelle zu Platz sieben reichte. In den nächsten neun Spielen konnte bis auf ein einziges Unentschieden kein weiterer Punktgewinn erzielt werden, so dass sich die Mannschaft seit dem elften Spielplatz auf dem neunten Platz wiederfand. Erst am 16. Spieltag konnte mit einem 3:1 gegen KÍ Klaksvík wieder gewonnen werden. Der Vorsprung auf den Letztplatzierten Skála ÍF betrug zu diesem Zeitpunkt fünf Punkte, im nächsten Spiel trafen beide Mannschaften aufeinander. Ein Unentschieden hätte FS Vágar gereicht, um die Position bis zum Saisonende zu behaupten, das Spiel wurde jedoch vor heimischer Kulisse mit 3:4 verloren. Da zudem das letzte Spiel bei NSÍ Runavík mit 0:2 verloren wurde und Skála gleichzeitig gewann, stand der Abstieg somit fest. In der 58. Minute geriet FS Vágar in Rückstand, aber selbst ein Unentschieden hätte aufgrund des direkten Vergleichs nicht zum Klassenerhalt gereicht.
VB Vágur hingegen, die eine Zeitlang den achten Platz belegten, konnte sich mit einem 1:0-Erfolg gegen B68 Toftir endgültig retten. Das Siegtor fiel erst in der 85. Minute, allerdings hätte aufgrund des direkten Vergleichs FS Vágar bei einer Niederlage von VB gewinnen müssen, um noch den achten Platz erreichen zu können.

## Abschlusstabelle
| Pl. | Verein          | Sp. | S  | U | N  | Tore    | Diff. | Punkte |
| --- | --------------- | --- | -- | - | -- | ------- | ----- | ------ |
| 1.  | HB Tórshavn (M) | 18  | 12 | 5 | 1  | 041:170 | +24   | 41     |
| 2.  | B36 Tórshavn    | 18  | 12 | 1 | 5  | 038:200 | +18   | 37     |
| 3.  | B68 Toftir      | 18  | 10 | 5 | 3  | 026:150 | +11   | 35     |
| 4.  | NSÍ Runavík (P) | 18  | 9  | 5 | 4  | 033:180 | +15   | 32     |
| 5.  | KÍ Klaksvík     | 18  | 7  | 3 | 8  | 029:300 | −1    | 24     |
| 6.  | EB/Streymur     | 18  | 6  | 6 | 6  | 033:360 | −3    | 24     |
| 7.  | GÍ Gøta         | 18  | 5  | 5 | 8  | 026:330 | −7    | 20     |
| 8.  | VB Vágur        | 18  | 4  | 4 | 10 | 016:300 | −14   | 16     |
| 9.  | Skála ÍF        | 18  | 4  | 0 | 14 | 016:390 | −23   | 12     |
| 10. | FS Vágar (N)    | 18  | 3  | 2 | 13 | 025:450 | −20   | 11     |

Platzierungskriterien: 1. Punkte – 2. Direkter Vergleich (Punkte, Tordifferenz, geschossene Tore) – 3. Tordifferenz – 4. geschossene Tore

| (M) | Meister des Vorjahrs           |
| (P) | Pokalsieger des Vorjahrs       |
| (N) | Neuaufsteiger aus der 2. Deild |

## Spiele und Ergebnisse
|              | B36 | B68 | EB/S | FSV | GÍ  | HB  | KÍ  | NSÍ | Skála | VB  |
| ------------ | --- | --- | ---- | --- | --- | --- | --- | --- | ----- | --- |
| B36 Tórshavn |     | 0:2 | 1:3  | 4:1 | 4:0 | 0:2 | 7:1 | 2:0 | 2:1   | 2:1 |
| B68 Toftir   | 1:0 |     | 4:2  | 0:1 | 3:2 | 1:1 | 3:1 | 3:2 | 1:0   | 2:0 |
| EB/Streymur  | 3:1 | 2:2 |      | 4:2 | 4:2 | 1:1 | 0:1 | 1:1 | 2:0   | 2:0 |
| FS Vágar     | 1:4 | 0:2 | 1:1  |     | 1:2 | 2:3 | 3:1 | 1:2 | 3:4   | 2:3 |
| GÍ Gøta      | 1:4 | 0:0 | 4:4  | 2:2 |     | 0:4 | 0:1 | 1:1 | 2:1   | 3:0 |
| HB Tórshavn  | 1:2 | 2:0 | 5:0  | 3:1 | 2:2 |     | 3:2 | 1:0 | 3:0   | 0:0 |
| KÍ Klaksvík  | 1:2 | 0:0 | 4:1  | 2:0 | 1:0 | 1:2 |     | 2:2 | 7:0   | 2:2 |
| NSÍ Runavík  | 1:2 | 1:1 | 3:0  | 2:0 | 1:0 | 2:2 | 4:0 |     | 2:0   | 4:0 |
| Skála ÍF     | 0:1 | 0:1 | 3:2  | 4:1 | 0:2 | 1:3 | 0:2 | 1:3 |       | 1:0 |
| VB Vágur     | 0:0 | 1:0 | 1:1  | 2:3 | 0:3 | 2:3 | 1:0 | 1:2 | 2:0   |     |

## Relegation
Die beiden Relegationsspiele zwischen dem Neunten der 1. Deild und dem Zweiten der 2. Deild wurden am 8. und 11. Oktober 2003 ausgetragen.
| Datum                                    |             | Ergebnis  |             | Tore |
| ---------------------------------------- | ----------- | --------- | ----------- | --- |
| 8. Oktober 2003                          | TB Tvøroyri | 1:1 (0:0) | Skála ÍF    | 0:1 Dusan Jaic (53.), 1:1 Kaj Roest (71.) |
| 11. Oktober 2003                         | Skála ÍF    | 7:0 (3:0) | TB Tvøroyri | 1:0 Jónhard Frederiksberg (16.), 2:0 Jónhard Frederiksberg (18.), 3:0 Alexandur Johansen (26.), 4:0 Jónhard Frederiksberg (58.), 5:0 Jónhard Frederiksberg (83.), 6:0 Hanus Thorleifsson, 7:0 Alexandur Johansen (90.) |
| Gesamt:                                  | TB Tvøroyri | 1:8       | Skála ÍF    | |
| Damit verblieb Skála ÍF in der 1. Deild. |             |           |             | |

## Torschützenliste
Bei gleicher Anzahl von Treffern sind die Spieler nach dem Nachnamen alphabetisch geordnet.

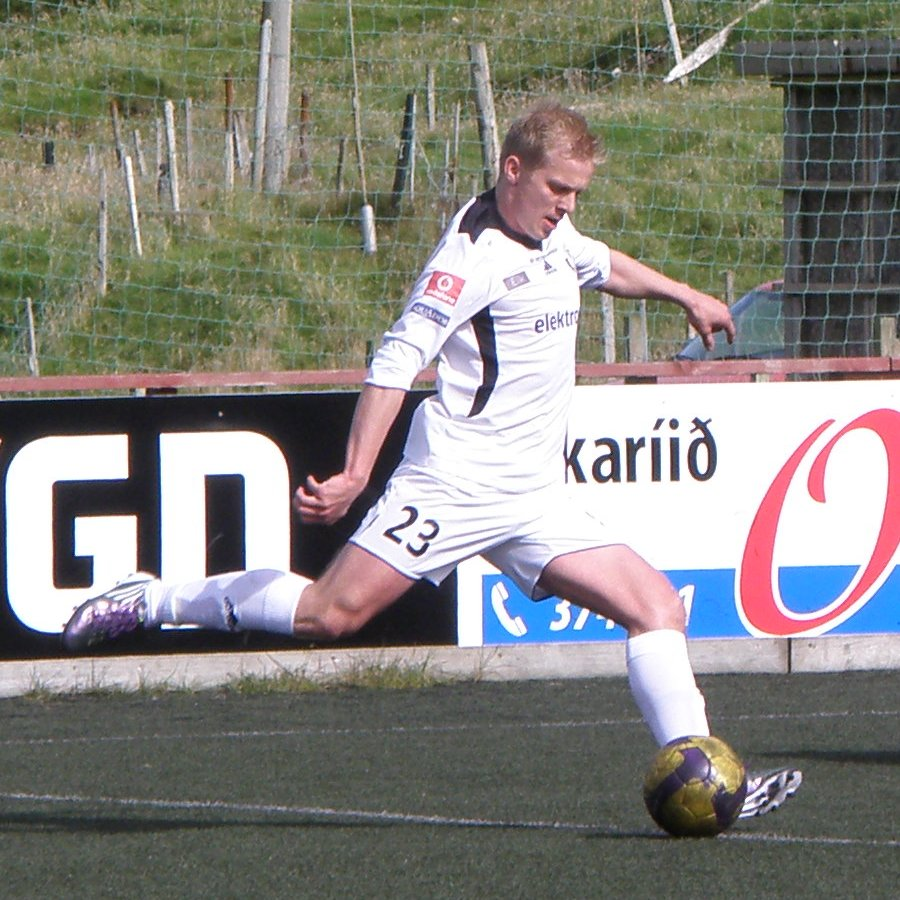
Torschützenkönig Hjalgrím Elttør

| Platz | Spieler            | Mannschaft   | Tore |
| ----- | ------------------ | ------------ | ---- |
| 1     | Hjalgrím Elttør    | KÍ Klaksvík  | 13   |
| 2     | Andrew av Fløtum   | HB Tórshavn  | 10   |
| 2     | John Petersen      | B36 Tórshavn | 10   |
| 4     | Sorin Anghel       | EB/Streymur  | 09   |
| 4     | Heðin á Lakjuni    | B36 Tórshavn | 09   |
| 6     | Tór-Ingar Akselsen | HB Tórshavn  | 07   |
| 6     | Jákup á Borg       | B36 Tórshavn | 07   |
| 6     | Rógvi Jacobsen     | HB Tórshavn  | 07   |
| 6     | Birgir Jørgensen   | VB Vágur     | 07   |
| 6     | Clayton Nascimento | FS Vágar     | 07   |
| 6     | Helgi L. Petersen  | NSÍ Runavík  | 07   |

## Trainer
| Mannschaft   | Trainer              | Spieltage |
| ------------ | -------------------- | --------- |
| B36 Tórshavn | Ion Geolgău          | 01–18     |
| B68 Toftir   | Petur Mohr           | 01–18     |
| EB/Streymur  | Piotr Krakowski      | 01–18     |
| FS Vágar     | Albert Ellefsen      | 01–18     |
| GÍ Gøta      | Krzysztof Popczynski | 01–18     |
| HB Tórshavn  | Frank Skytte         | 01–18     |
| KÍ Klaksvík  | Jan Joensen          | 01–18     |
| NSÍ Runavík  | Jógvan Martin Olsen  | 01–18     |
| Skála ÍF     | Jóhan Nielsen        | 01–18     |
| VB Vágur     | Predrag Živković     | 01–18     |

Während der gesamten Saison gab es keine Trainerwechsel.

## Spielstätten
| Mannschaft   | Stadion          | Spielort   |
| ------------ | ---------------- | ---------- |
| B36 Tórshavn | Gundadalur       | Tórshavn   |
| B68 Toftir   | Svangaskarð      | Toftir     |
| EB/Streymur  | Á Mølini         | Eiði       |
| FS Vágar     | Við Kirkjar      | Miðvágur   |
| GÍ Gøta      | Sarpugerði       | Norðragøta |
| HB Tórshavn  | Gundadalur       | Tórshavn   |
| KÍ Klaksvík  | Við Djúpumýrar   | Klaksvík   |
| NSÍ Runavík  | Við Løkin        | Runavík    |
| Skála ÍF     | Undir Mýruhjalla | Skáli      |
| VB Vágur     | Á Eiðinum        | Vágur      |

## Schiedsrichter
Folgende Schiedsrichter leiteten die 90 Erstligaspiele:
| Name                 | Stammverein    | Spiele |
| -------------------- | -------------- | ------ |
| Lassin Isaksen       | KÍ Klaksvík    | 11     |
| Niklas á Líðarenda   | GÍ Gøta        | 11     |
| Oddmar Andreasen     | HB Tórshavn    | 10     |
| Sune Johansen        | SÍF Sandavágur | 10     |
| Dagfinn Olsen        | NSÍ Runavík    | 10 1   |
| Páll Augustinussen   | VB Vágur       | 09     |
| Eiler Rasmussen      | Skála ÍF       | 09     |
| Petur Skarðenni      | LÍF Leirvík    | 09     |
| Birgir Sondum        | B36 Tórshavn   | 08 1   |
| Jens Petur Brattalíð | VB Vágur       | 03     |

## Die Meistermannschaft
In Klammern sind die Anzahl der Einsätze sowie die dabei erzielten Tore genannt.
| 1. | HB Tórshavn |
|    | Tór-Ingar Akselsen (17/7) \| Martin Christensen (15/0) \| Rani Debes Christiansen (4/0) \| Jan Dam (10/0) \| Hallur Danielsen (17/1) \| Nicu Dogaru (10/0) \| Símun Eliasen (18/1) \| Andrew av Fløtum (14/10) \| Karsten From (10/3) \| Rógvi Jacobsen (18/7) \| Rókur Jespersen (9/2) \| Janus M. Joensen (16/0) \| Páll Mohr Joensen (4/0) \| Pól Næss Joensen (2/0) \| Bárður Johannesen (16/0) \| Bjarni Jørgensen (8/1) \| Hans á Lag (10/2) \| Kári Nielsen (5/0) \| Rúni Nolsøe (17/5) \| Bergleif Sólsker (3/0) \| Eli Thorsteinsson (8/0) ohne Einsatz: Høgni M. Joensen \| Danny Rasmussen \| Hendrik Rubeksen - Trainer: Frank Skytte |

## Auszeichnungen
Nach dem Saisonende gaben die Kapitäne und Trainer der zehn Ligateilnehmer sowie Pressemitglieder ihre Stimmen zur Wahl der folgenden Auszeichnungen ab:
- Spieler des Jahres: Pól A. Thorsteinsson (B36 Tórshavn)
- Torhüter des Jahres: Albert Sævarsson (B68 Toftir)
- Trainer des Jahres: Frank Skytte (HB Tórshavn)
- Nachwuchsspieler des Jahres: Jann Ingi Petersen (B68 Toftir)

## Nationaler Pokal
Im Landespokal gewann B36 Tórshavn mit 3:1 gegen GÍ Gøta. Meister HB Tórshavn schied im Viertelfinale mit 1:3 gegen NSÍ Runavík aus.

## Europapokal
2003/04 spielte HB Tórshavn als Meister des Vorjahres in der Qualifikation zur Champions League gegen FBK Kaunas (Litauen) und schied mit 0:1 und 1:4 aus.
NSÍ Runavík spielte als Pokalsieger des Vorjahres in der Qualifikation zum UEFA-Pokal und schied dort gegen Lyn Oslo (Norwegen) mit 1:3 und 0:6 aus.
KÍ Klaksvík spielte ebenfalls in der Qualifikation zum UEFA-Pokal und schied gegen Molde FK (Norwegen) mit 0:2 und 0:4 aus.
GÍ Gøta nahm am UI-Cup teil. Das Hinspiel in der ersten Runde bei FC Dacia Chișinău (Moldawien) wurde mit 1:4 verloren, das Rückspiel in Gøta endete 0:1.